# Споменик Бранку Најхолду
Споменик Бранку Најхолду се налази на Земунском кеју, а аутор је академски вајар Стеван Филиповић.

## Историјат
Споменик земунском хроничару Бранку Најхолду је откривен 17. јуна 2020. године на једној клупи на Земунском кеју. Открили су га Бојана Ивановић, удовица Бранка Најхолда, заједно са њиховом унуком.

## Композиција
Аутор споменика је академски вајар Стеван Филиповић из Сремских Карловаца, а изливен је у уметничкој ливници „Станишић”.

## Галерија
- Споменик Бранку Најхолду